# Pseudalcathoe
Pseudalcathoe är ett släkte av fjärilar. Pseudalcathoe ingår i familjen glasvingar.
Kladogram enligt Catalogue of Life:
| Pseudalcathoe | \| \| Pseudalcathoe aspetura \| \| \| \| \| \| Pseudalcathoe chatanayi \| \| \| \| |
|               | \| \| Pseudalcathoe aspetura \| \| \| \| \| \| Pseudalcathoe chatanayi \| \| \| \| |
|               | Pseudalcathoe aspetura                                                             |
|               |                                                                                    |
|               | Pseudalcathoe chatanayi                                                            |
|               |                                                                                    |